# Jōdo-shinshū
Jōdo-shinshū (jap. 浄土真宗 Jōdo-shinshū) Prawdziwa Religia Czystej Krainy (także: Prawdziwa Nauka o Czystej Ziemi lub Prawdziwa Szkoła Czystej Ziemi) – jedna z amidystycznych szkół buddyzmu japońskiego.

## Powstanie
Szkoła powstała w 1224 r., gdy Shinran ukończył pierwszą redakcję swojego głównego dzieła Kyōgyōshinshō. Swoje przemyślenia oparł na Sutrze Buddy Nieskończonego Życia (skt Amitāyus sūtra) (jap. (Dai)muryōjukyō) czyli we właściwej nazwie sanskryckiej Sukhāvatīvyūha sūtra (Sutra Wspaniałej Ozdoby Sukhāvatī). Ta właśnie sutra przedstawia zasadniczą ideę tradycji Czystej Krainy poprzez opowieści o bodhisattwie Dharmakārze (jap. Hōzō), który stał się buddą Amitābhą Zachodniej Czystej Krainy, po wypełnieniu swoich 48 ślubowań.
Naukę o Czystej Krainie przeniosło po buddzie siedmiu patriarchów (ojców): Nāgārjuna, Wasubandhu, Tanluan, Daochuo, Shandao, Genshin oraz Hōnen.

## Nauki
Podstawę ideologiczną szkoły stanowią trzy sutry:
- Większa Sukhāvatīvyūha sūtra zwana też Amitāyus sūtra – przedstawia ona historię Dharmakāry i jego 48 ślubowań oraz opowieść Buddy o sandze i buddzie Amitabie.
- Sutra medytacji Amitāyusa czyli Amitāyur-dhyāna sūtra – przedstawia medytacje na Amitāyusa oraz historię kobiety, która znalazła zbawienie w buddzie Amitābhie (jap. Amidzie)
- Mniejsza Sukhāvatīvyūha sūtra czyli tzw. Amitābha sūtra – opisuje Czystą Krainę buddy Amitābhy.

Praktyka słada się z następujących elementów:
- 1. Praktyka nembutsu (chiń. nianfo), która jest m.in. wyrażeniem wdzięczności za zapewnienie zbawienia przez buddę Amidę.
- 2. Wiara w buddę Amidę i w odrodzenie się w Czystej Krainie. Jest ona powodem chwil szczerego i głębokiego zdania się na zbawiającą moc buddy Amidy.

Oba te elementy są nierozłącznie ze sobą związane.
Następnie mamy 3 etapy praktyki:
- 1. Uprawianie praktyki medytacji i niemedytacji (moralności).
- 2. Recytacja nembutsu. Wykorzystanie tylko własnej siły (jap. jiriki)
- 3. Zniknięcie własnych pragnień. Imię (nembutsu) jest recytowane spontanicznie; zamiast jiriki pojawia się cudza, inna moc (jap. tariki). Ta inna moc, to moc zbawcza buddy Amidy, której praktykujący musi się poddać.

## Wiara
Sam Shinran zreinterpretował nauki Hōnena, zwłaszcza w sferze dotyczącej wiary i nembutsu. Położył mianowicie nacisk na wiarę jako podstawę nembutsu. Uważał, że istotę 18 ślubowania Dharmakāry stanowi prawdziwa wiara. Stwierdził nawet, że samo nembutsu powtórzone mniej lub więcej niż 10 razy, jest tylko spontanicznym wyrażeniem wiary w Amidę, a nie konieczną praktyką i niezbędnym warunkiem dla osiągnięcia odrodzenia i nirvāny. Dla Shinrana nie tylko odrodzenie i nirvāna, ale i śmierć i nirvāna były synonimami. Wiara była dla niego niewątpieniem, jedną myślą czy też prostotą serca. Jest podstawą podatną na współczucie buddy Amidy. Wiara jest również decydującą przyczyną odrodzenia w Czystej Krainie i osiągnięcia nirvāny.
Ze wszystkich szkół buddyzmu, tylko buddyzm jōdo-shin (zwany w skrócie shin) uważa wiarę za jedyny i wystarczający powód uzyskania odrodzenia i nirvāny. Shinran wyraził to tak: 
Prawdziwą przyczyną nirvāny jest prawdziwa wiara.
Moralność nie ma nic wspólnego ze zbawieniem. Ważne są tylko wiara i współczucie buddy Amidy.
Kiedy praktykujący utrzymuje serce pełne współczucia Amidy przez mądrość wiary, to jego absolutna cnota staje się cnotą praktykującego. Ma on wtedy pewność odrodzenia i osiągnięcia nirvāny nawet dzięki pojedynczemu wymówieniu nembutsu. Wiara dlatego ma taką moc, gdyż nie jest ona własnym myśleniem praktykującego lecz zostaje przelana w niego przez samego buddę Amidę. Shinran zinterpretował tę wiarę jako przenoszącą zasługę cudzej mocy. Ta inna moc, to moc ślubowania Amidy. Nembutsu jest więc niczym innym jak wyrażeniem wiary i uczucia głębokiej wdzięczności wobec Amidy za jego wielkie współczucie. Ponieważ odrodzenie w Czystej Krainie jest zapewnione w tym życiu, w tej samej chwili, w której budzi się wiara, jest ono realizowane natychmiast po opuszczeniu ciała fizycznego. Wtedy też osiąga się możliwość powrotu do świata złudy i zbawienia wszystkich odczuwających istot. Realizuje się dwa aspekty stanu Buddy: doskonałą mądrość i współczucie. W buddyzmie shin łączą się one w tym, co nazywa się życzliwością buddy Amidy.